# Impatiens siculifer
Impatiens siculifer är en balsaminväxtart som beskrevs av Joseph Dalton Hooker. Impatiens siculifer ingår i släktet balsaminer, och familjen balsaminväxter.

## Underarter
Arten delas in i följande underarter:
- I. s. mitis
- I. s. porphyrea